# TopHit
TopHit — російський міжнародний музичний портал, заснований 2003 року, займається агрегацією, тестуванням та рекламою пісень (переважно в стилі попмузики), дистрибуцією на радіо, розсилкою відеокліпів на телеканали, збором донатів для виконавців, моніторингом радіоефіру та публікацією чартів.
Користувачами та партнерами TopHit є 5,7 тис. виконавців, гуртів, діджеїв, рекорд-лейблів, включаючи Warner Music Group, Universal Music Group, Sony Music Entertainment, BMG.
Сервіси платформи доступні 1,070 радіостанціям та 75 телеканалам у 38 країнах світу, включаючи Україну, РФ, країни СНД та Європи, Близького Сходу, США та Канаду. Щотижнева аудиторія мовників-партнерів TopHit перевищує 200 млн.

## Принципи роботи
TopHit — це платформа-агрегатор, дистриб'ютор, промоутер цифрового музичного контенту. Автори, виконавці, продюсери, рекорд-лейбли завантажують на TopHit свої нові твори, фонограми та відеокліпи. Радіостанції, телеканали тестують новинки, скачують ті з них, які вважають перспективними для свого ефіру, а потім ставлять у ротацію.
Представники лейблів за допомогою TopHit відстежують появу нових творів, треків, їх виконавців та авторів, з найцікавішими з яких потім укладають контракти.
TopHit за допомогою TopHit Spy у режимі 24/7 відстежує ефіри радіостанцій-партнерів та формує ротаційну статистику. На основі цієї статистики публікуються зведені радіочарти. Також на платформі публікуються чарти YouTube та Spotify.
Деталізовану ротаційну інформацію по кожному треку TopHit надає правовласникам — артистам, авторам, музичним видавництвам, рекорд-лейблам.

### Агрегація та дистрибуція музичного контенту
Одна з головних функцій TopHit — це агрегація та дистрибуція нових радіохітів на радіостанції. З 2007 року TopHit займається дистрибуцією музичних відеокліпів на ТБ.
Станом на 1 листопада 2021 року фонотека TopHit включає понад 150 тис. радіохітів, 50 % яких — англомовні, 45 % — російськомовні, близько 5 % — інші європейські мови. База містить понад 10 тис. кліпів. Правовласники (автори, виконавці, гурти, діджеї, рекорд-лейбли) щодня завантажують на TopHit до 5 нових відеокліпів для телеканалів та 25-30 нових пісень. Новинки, що успішно пройшли тестування, стають доступними для завантаження радіостанцій-партнерів TopHit і стають у радіо ротацію.

### Тестування нових пісень
З 2009 року на TopHit запроваджено онлайн-тестування всіх музичних новинок.
Тестування виконують музичні редактори радіостанцій-партнерів TopHit. Залежно від тестової оцінки треку приймається рішення про його подальше розміщення на TopHit та просування на радіо.
З 2021 року тестування стало безперервним (попереднє тестування до появи пісні в ефірі та подальше ефірне тестування), поточний рейтинг кожного треку вимірюється за 10-бальною шкалою, ступінь відповідності формату тестованого треку та тестера враховується автоматично.
Фінальний рейтинг кожного треку виставляється з урахуванням понад 10 факторів, що мають різну вагу.
Сама процедура тестування складається з прослуховування короткої версії нового треку та подальшого виставлення лайка (подобається) або дизлайка (не подобається). Бали, які отримує трек під час попереднього (доефірного) тестування, піддаються «інфляції», знецінюються і за кілька місяців обнуляються. Одночасно, у кожної пісні, яка потрапила в ефір та на стрімінгові майданчики, накопичуються «ефірні» та «переглядові» бали.
Тому найвищі рейтинги виявляються у треків, які зібрали найбільшу кількість радіоефірів, переглядів на YouTube і прослуховувань на Spotify.

### Музичні чарти TopHit
У січні 2004 року TopHit вперше опублікував місячний чарт Top Radio Hits та річний чарт радіо синглів та чарт найпопулярніших на радіо виконавців. За даними TopHit найкращим треком 2003 року на радіо в Україні та країнах СНД стала пісня «Океан и три реки» у виконанні Валерія Меладзе та гурту ВІА Гра.
З 2003 по 2016 рік статистика, на основі якої TopHit рахував і публікував радіочарти, будувалася на ефірних звітах, які щотижня надсилаються на TopHit самими радіостанціями. Анатолій Вейценфельд та Михайло Сергєєв із журналу «Звукорежисер» писали, що таким чином, «в рамках цього проекту організовано зворотний зв'язок з мовниками, що дозволяє отримувати статистичні дані про трансляцію творів в ефірі майже чотирьохсот радіостанцій».
У 2017 році TopHit підключив цифрові багатоканальні тюнери і запустив окремий ефірний моніторинг у Києві, а для розпізнавання плей-листів радіостанцій почав використовувати систему audio recognition. Поряд з цим використовується система зчитування метаданих в інтернет-дзеркалах FM радіостанцій. Кількість радіостанцій-партнерів зросла до тисячі.
З 2015 року TopHit, поряд з радіочартами, починає публікувати чарти YouTube, а також об'єднаний чарт Radio & YouTube.
З 2019 року TopHit використовує власну систему розпізнавання треків в аудіопотоках Top Hit Spy.
З 2021 року TopHit, поряд з об'єднаним (All Media) чартом, окремо публікує радіочарти, чарти YouTube, чарти Spotify, а також статистику ротації треків у публічному просторі України та країн СНД. Професійним користувачам платформи доступні також чарти всіх радіостанцій-партнерів, ефір яких моніторить TopHit.
За періодичністю поновлення всі чарти, що публікуються TopHit, діляться на тижневі, місячні, квартальні, річні, декадні.
Найбільш повно музична статистика TopHit представлена на території України (включно з Києвом), а також по країнах СНД та Східної Європи.
Підсумкові річні чарти TopHit отримують освітлення у пресі.

## Історія

### 1990-ті
- прообразом TopHit став проект «Діалог» Кіма Брейтбурга, Євгена Фрідлянда та Вадима Ботнарюка з пошуку та просуванню молодих виконавців через регіональні радіостанції. Кожна з 50 радіостанцій-учасників «Діалогу» представляла на суд багатомільйонної аудиторії дві пісні «свого» локального артиста. Після півроку ротації слухачі кожної станції голосуванням визначали найкращі пісні та артистів. Найвідоміші «випускники» «Діалогу» — Микола Трубач, Костянтин та Валерій Меладзе. Програмними директорами радіостанцій-учасниць «Діалогу» — Крим Радіо Рокс із Севастополя та Радіо Set із Миколаєва були майбутні засновники TopHit — Ігор Краєв та Вадим Ботнарюк.

### 2000-ті
- 2002, липень-серпень — Ігор Краєв за участю Вадима Ботнарюка створив систему онлайн-розсилки музичних новинок на регіональні радіостанції. Прототип платформи з осені 2002 року проходив випробування на сайті рекорд-лейбла АРС-Рекордз.

- 2003, 27 березня — Ігор Краєв та Вадим Ботнарюк на домені mp3fm.ru запускають нову платформу онлайн-розсилки пісень на радіостанції; партнерами mp3fm.ru стають понад 50 регіональних радіостанцій країн СНД.

- 2003, 1 листопада — спроба рейдерського захоплення платформи через отримання контролю над доменом mp3fm.ru, робота сайту зупиняється.

- 2003, 3 листопада — Ігор Краєв реєструє домен tophit.ru та сервіс перезапускається на tophit.ru.

- 2003, листопад — TopHit починає публікувати радіочарт щотижня оновлюється Weekly General Airplay Top Hit 100, який дозволяє відслідковувати статистику виходу в ефір популярних хітів.

- 2003, листопад — партнером TopHit стає перша велика мережева радіостанція — Русское Радіо Україна.

- 2004, січень — вперше опубліковано місячний грудневий чарт Top Radio Hits та річний чарт радіо синглів; за даними TopHit найкращим треком 2003 року на радіо у країнах СНД стала пісня «Океан и три реки» у виконанні Валерія Меладзе та гурту ВІА Гра.

- 2004, квітень — відбувся перший живий концерт TopHit Live! 2004.

- 2005, січень — вперше опубліковано підсумковий (за 2004 рік) радіочарт найпопулярніших хітів та річний виконавський чарт.

- 2005, 20 квітня — партнером TopHit стає рекорд-лейбл Sony Music Entertainment, до якого пізніше приєднуються Universal Music (26.07.2005) та Warner Music (20.10.2005).

- 2005, грудень — кількість радіостанцій-партнерів TopHit досягла 350, партнерами TopHit протягом 2005 року також стали найбільші радіомережі України та країн СНД.

- 2006, лютий — кількість радіостанцій-партнерів TopHit досягла 400.

- 2007, червень — запуск онлайн-дистрибуції музичних відеокліпів для телеканалів.

- 2008, 19 січня — помер Вадим Ботнарюк; причиною його смерті стали тяжкі травми, заподіяні невідомими злочинцями увечері, 15 січня, у дворі будинку в Москві, де проживав один із засновників TopHit.

- 2008, червень — правовласники отримують можливість самостійно завантажувати на TopHit свій контент.

- 2009, лютий — запуск системи попереднього онлайн-тестування нових пісень музичними редакторами радіостанцій, лейблами та самими артистами.

### 2010-ті
- 2010, лютий — TopHit реєструє свою торгову марку в Україні та запускає сервіс на домені tophit.ua.

- 2010, березень — вся нова музика стала доступною радіостанціям-партнерам TopHit у нестислому форматі .wav.

- 2010, квітень — TopHit провів у Києві концерт Top Hit Live! у якому взяли участь Serebro, Loboda, Гайтана, Вікторія Дайнеко, Альона Вінницька, Сергій Звєрєв та інші зірки української та російської поп-сцени.

- 2011, лютий — вперше представлена Річна доповідь про ситуацію в радіоефірі України та країн СНД, яка складена Ігорем Краєвим за підсумками аналізу річної ефірної статистики TopHit.

- 2012, січень — вперше опубліковано підсумкові радіочарти TopHit України за 2011 рік. Найпопулярнішими артистами українського радіоефіру стали Віра Брежнєва, Потап, Йолка та Ані Лорак. Найбільш ротованими хітами — «Лепестками слёз» у виконанні Dan Balan & Віра Брежнєва, «Реальная жизнь» Віри Брежнєвої і «Ти — найкраща» — Vlad Darwin & Alyosha.

- 2013, вересень — TopHit перекладає фонотеку платформи з американської радіоформатної сітки, що включає формати Contemporary Hit Radio (CHR), Adult Contemporary (AC), Hot AC, Urban і т. д., на простішу систему форматів, таких як Pop, Dance, Rock, Rap, Jazz і т. д.

- 2015, січень — запущено 3.0 версію платформи TopHit.

- 2016, січень — TopHit вперше ексклюзивно опублікував чарти YouTube Russia за 2015 рік — виконавський та чарт відеокліпів, а також зведені річні чарти Top 100 Radio & YouTube.

- 2017, липень — TopHit запускає власну систему моніторингу радіоефіру та телеграм-ботів TopHit Spy, що дозволяють відслідковувати появу хітів в ефірі більш ніж 800 радіостанцій в реальному часі.

- 2019, січень — TopHit вперше публікує річні чарти YouTube Ukraine — виконавський та чарт відеокліпів, та чарт Radio & YouTube Ukraine. Головним хітом цих чартів стала пісня «Плакала» у виконанні гурту KAZKA.

- 2019, січень — кількість радіостанцій-партнерів TopHit вперше перевищила 1000, географія роботи платформи розширилася до 30 країн Європи, Азії, Близького Сходу та США.

- 2019, квітень — почав працювати рекорд-лейбл TopHit.

### 2020-ті
- 2020, квітень — вперше нагородами Top Hit Music Awards Ukraine відзначено найкращих виконавців, авторів та рекорд-лейблів України.

- 2020, травень — запущена система TopHit Pay, що дозволяє користувачам TopHit відправляти артистам донати (пожертви).

- 2021, березень — TopHit стає партнером Spotify з публікації чартів цієї стрімінгової платформи.

- 2021, вересень — оновлення системи тестування новинок на TopHit. Відтепер усі пісні ранжуються за 10-бальною шкалою, а на їхній рейтинг впливають не лише попередні оцінки радіостанцій, а й сума ефірів пісні на радіо та переглядів кліпу на YouTube.

- 2021, листопад — TopHit запропонувал радиостанциям-партнерам 1-й випуск Top Hit Chart Ukraine. Музична основа програми — популярні україномовні хіти. Ведучою першого випуску програми стала Jerry Heil. У наступних серіях, ведучими, окрім JH, будуть Артем Пивоваров, MamaRika, Анна Трінчер, та інші зірки української сцени. У майбутньому планується також відеоверсія чарта.

## Top Hit Music Awards
Top Hit Music Awards — це музична премія, яка щорічно вручається TopHit виконавцям найпопулярніших на радіо та в інтернеті хітів, а також авторам пісень, продюсерам та випускаючим рекорд-лейблам. В Україні нагороди Top Hit Music Awards вручаються із 2020 року.